# Mine (Sängerin)

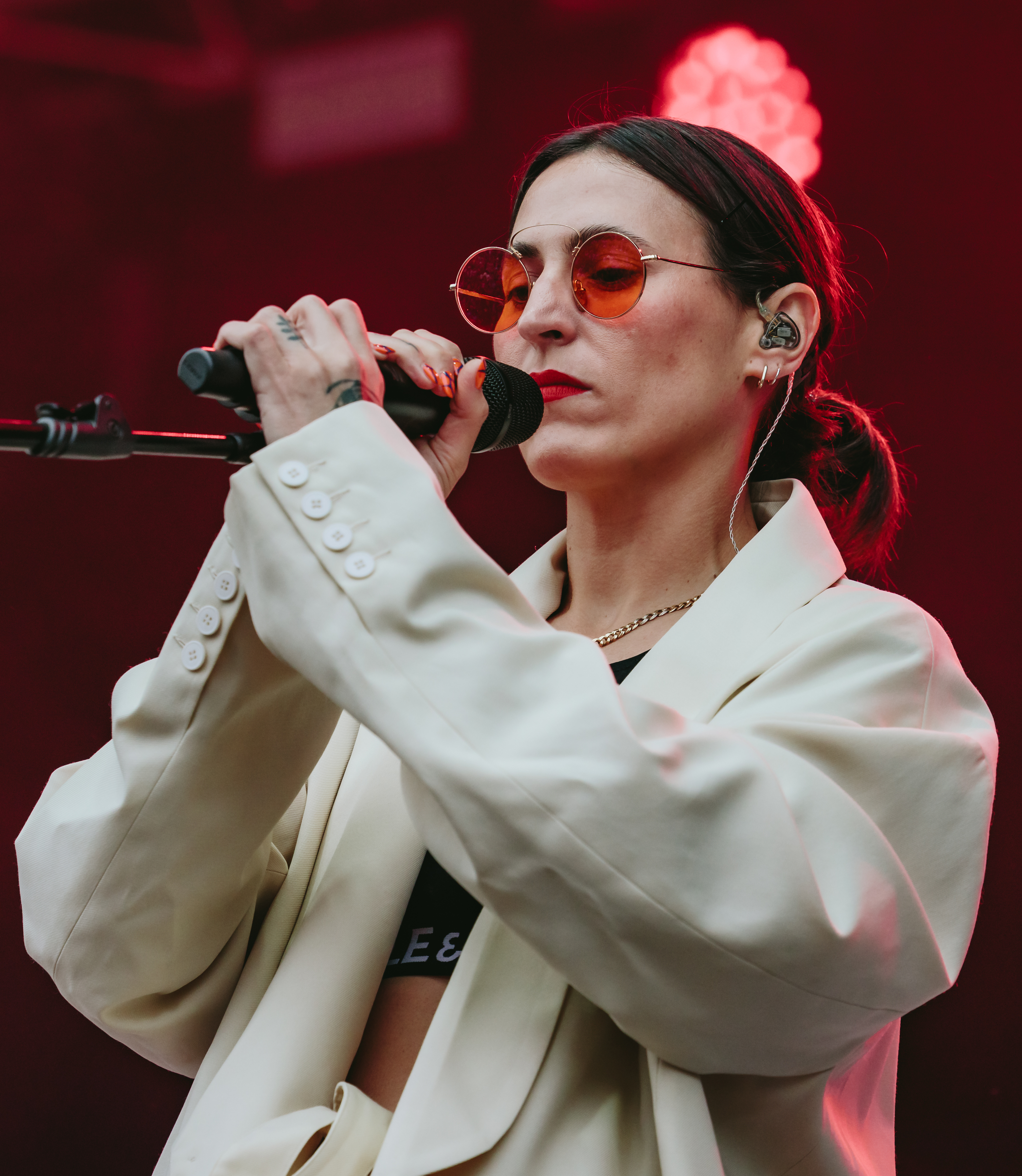
Mine beim Rocken am Brocken 2023

Mine [ˈmiːnə], bürgerlich Jasmin Stocker (* 19. Januar 1986 in Stuttgart), ist eine deutsche Sängerin, Songwriterin und Musik- und Musikvideoproduzentin.

## Leben und beruflicher Werdegang
Mine wuchs in Remshalden auf, einer Gemeinde in der Nähe von Stuttgart, und besuchte das Remstal-Gymnasium Weinstadt. Als Kind nahm sie an Gesangswettbewerben teil und bekam Instrumental- und Gesangsunterricht. Mit Anfang 20 begann sie ihr Studium im Fach Jazzgesang an der Hochschule für Musik Mainz. Nach dem Bachelorstudium arbeitete sie als Dozentin für die Mainzer Musikhochschule, während sie parallel dazu im Jahr 2011 ein Masterstudium an der Popakademie Baden-Württemberg im Fach Producing und Composing begann.
Während ihrer Studienzeit erfolgten erste Auftritte mit eigenem Repertoire unter dem Künstlernamen Mine, einem Spitznamen aus ihrer Kindheit.
Eine erste eigene Tour fand im Jahr 2013 statt. Bei Mines Live-Auftritten werden viele verschiedene Instrumente eingesetzt, unter anderem Bass, Gitarre, Schlagzeug, Elektronisches Piano, Orgel, Kinderklavier, Autoharp, Omnichord, Metallophon, Vibraphon, Bratsche, Violine.
Ebenfalls im Jahr 2013 veröffentlichte sie ihre erste EP Herzverleih, bestehend aus zehn Titeln, die von Florian Sitzmann in Zusammenarbeit mit Mine produziert wurden. Zu dem Song Du scheinst, der erstmals auf Herzverleih erschien, produzierte Mine ihr erstes offizielles Musikvideo.
Im März 2013 startete Mine eine Crowdfundingaktion auf der Plattform Startnext, bei der sie innerhalb von 80 Tagen über 10.000 Euro zusammentragen konnte. Von diesem Geld finanzierte sie ein Konzert im ausverkauften Mannheimer Capitol, das am 15. Juni 2013 stattfand. Für dieses Konzert arrangierte Mine ihre Lieder eigenständig für ein Kammerorchester, das sie selbst für diesen Abend zusammengestellt hatte. Von diesem Abend entstand eine Live-DVD.
Im selben Monat war Mine unter anderem zu Gast in den ZDFkultur-Sendungen TV Noir und Nate Light und war als „Bester Newcomer“ bei den ersten VIA VUT Indie Awards nominiert. Im September 2013 veröffentlichte Mine ihre zweite Single Hinterher.
2013 trat Mine außerdem im Vorprogramm von Lukas Graham, Samy Deluxe, Megaloh, Dear Reader und Enno Bunger auf. Im März 2014 nahm Mine mit dem Hamburger Rapper Samy Deluxe den Song Offenes Herz auf, der auf seinem neuen Album Männlich erschien.
Im Oktober 2014 erschien Mines Debütalbum Mine über das Berliner Label Styleheads Music. Vorab wurden zwei Singles veröffentlicht: Der Mond lacht (Mai 2014), und Ziehst du mit (September 2014). Der Song Ziehst du mit erschien in vier verschiedenen Versionen, jeweils mit eigenem Musikvideo. In jeder Version übernahm ein jeweils anderer Rapper die erste Strophe. Beteiligt waren die Rapper Fatoni, FlowinImmO, Textor (Kinderzimmer Productions) und Curlyman. Der Veröffentlichung des Albums folgte eine große Tournee im Oktober/November 2014 und Januar/Februar 2015.
Ab Oktober 2014 war Mine außerdem eine von drei Künstlern der 17. Staffel der Sendung Startrampe. Die Show wurde unter anderem im BR, ARD-alpha und Einsfestival ausgestrahlt.
Im Jahr 2015 begleitete Mine Die Orsons im Song Wasserburgen auf dem Album What’s Goes? sowie Edgar Wasser im Song Aliens. Im April 2016 wurde Mines zweites Album Das Ziel ist im Weg veröffentlicht. Darauf enthalten ist unter anderem wieder ein Feature mit dem Rapper Fatoni und mit dem Sänger Dagobert. Die erste Singleauskopplung Katzen erschien am 11. März 2016. Inhaltlich setzt die Sängerin hier ein Statement für Individualität.

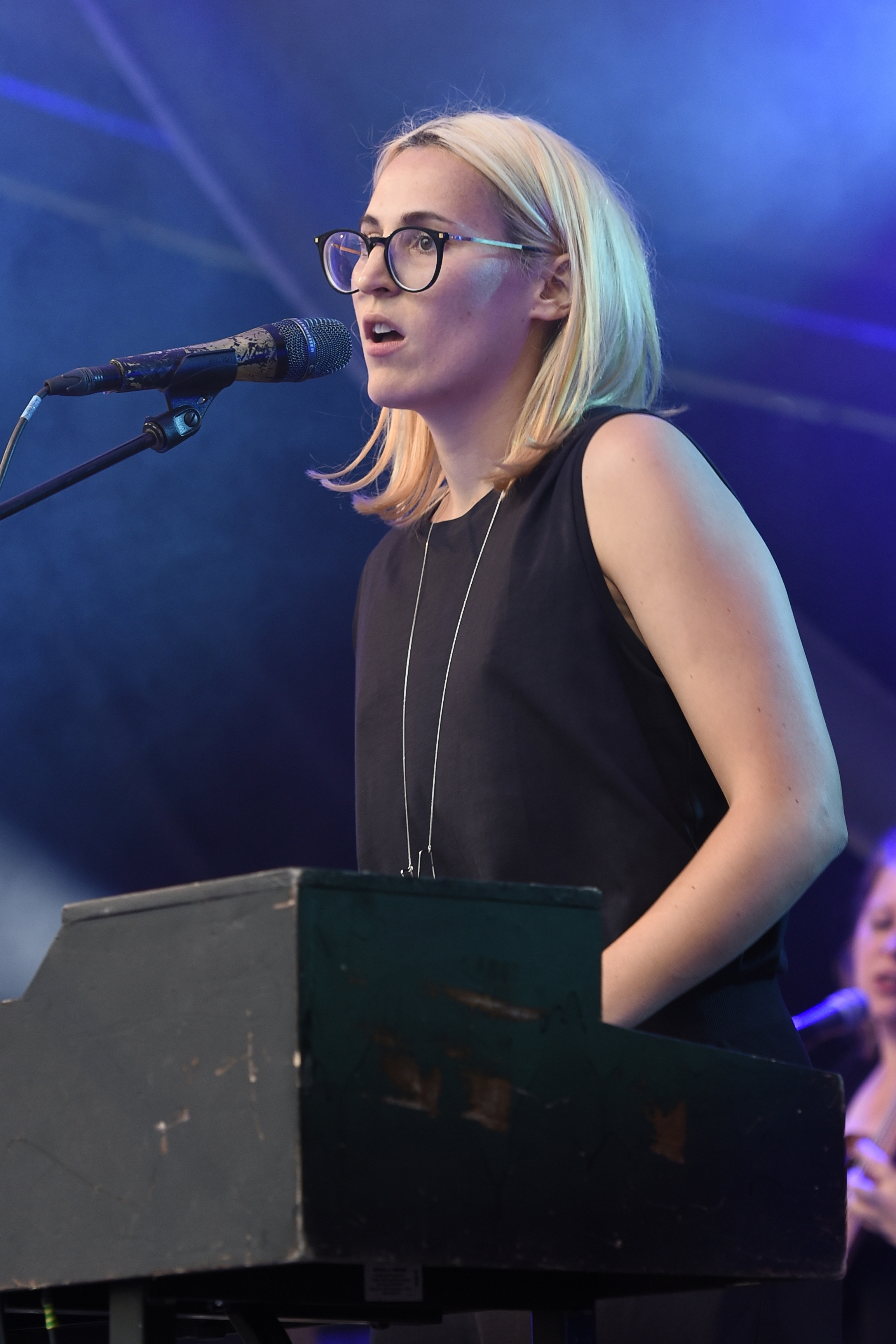
Mine bei Bochum Total 2016

Im September 2016 erhielt Mine den Preis für Popkultur in der Kategorie „Lieblingssolokünstlerin“.
Im Oktober 2016 startete Mine erneut auf Startnext eine Crowdfundingaktion, um eine Neuauflage ihres Orchesterkonzertes im Berliner Club Huxley’s Neue Welt zu finanzieren. Vor der Hälfte der Zeit wurde das Fundingziel erreicht. Insgesamt wurden fast 32.000 Euro gesammelt, sodass das Konzert wie geplant am 22. April 2017 stattfinden konnte, wieder mit Orchesterarrangements von Mine. Mit dabei waren die Gäste Fatoni, Edgar Wasser, Bartek Nikodemski, Grossstadtgeflüster, Textor, Tristan Brusch, Ecke Prenz, Haller und der Berliner Kneipenchor. Das Konzert wurde aufgezeichnet, eine Veröffentlichung erfolgte am 2. Februar 2018.
Im Juni 2017 spielte Mine die Hauptrolle im Musikvideo zu Keinen Tag tauschen von Dexter produziert von Urban Tree Media.
Am 13. Oktober 2017 erschien das gemeinsame Album Alle Liebe Nachträglich von Mine und Fatoni über das Label Caroline International Records. Anschließend folgte im Dezember 2017 eine gemeinsame Tour von Fatoni und Mine.
Die Single Spiegelbild, welche gemeinsam mit dem Künstlerduo AB Syndrom entstand, wurde am 19. Oktober 2018 veröffentlicht. Es folgte ein gemeinsamer Auftritt beim Neo Magazin Royale. Im Herbst 2018 ging sie zudem auf Trio-Tour durch Deutschland und spielte dabei erstmals wieder drei neue Songs. Im April 2019 veröffentlichte Mine ihr neues Album Klebstoff bei Caroline Records. Für ihr Video zu 90 Grad wurde sie mit dem „Listen To Berlin“-Award ausgezeichnet.
Im März 2021 erhielt Mine den Deutschen Musikautorenpreis der GEMA in der Kategorie Text Chanson/Lied. Im gleichen Jahr gewann sie den Preis für Popkultur in den Kategorien „Lieblingssolokünstlerin“ sowie „Lieblingsvideo“ für das Musikvideo zum Song Hinüber (feat. Sophie Hunger). Das preisgekrönte Video stammt vom deutschen Künstler Dominik Schmitt, der bereits 2014 das Cover zu Mines Debütalbum entworfen hat.
Ihr viertes Studioalbum Hinüber erschien am 30. April 2021 und stieg auf Platz 13 der deutschen Charts ein. Für das am gleichen Tag erschienene Nummer-eins-Album Das ist alles von der Kunstfreiheit gedeckt des Rappers Danger Dan schrieb und arrangierte Mine die Streicher-Arrangements.
Am 28. Januar 2024 trat Mine mit ihrem Song „Ich weiß es nicht“ bei Till Reiners’ Happy Hour auf.
Das am 2. Februar 2024 erschienene fünfte Studioalbum Baum stieg auf Platz 7 der deutschen Albencharts ein.

## Genre
2014 bezeichnete sie ihre Musik gegenüber Laut.de als „deutschsprachigen Folk mit Hip Hop-, Jazz-, und elektronischen Elementen“. Für Malte Borgmann (Startrampe) ist die Musik auf ihrem Debütalbum „[s]orgfältig arrangierter, jazzig angehauchter, poetischer Songwriter-Pop mit Elektroeinschlag“. „Pop mit einem Schuss Deutschrap“ nannte Julia Freese ihre Musik im Tagesspiegel. Mines Texte bilden einen zentralen Punkt in ihrem Songwriting.

## Veröffentlichungen

### Alben
- 2014: Mine
- 2016: Das Ziel ist im Weg
- 2017: Alle Liebe nachträglich (mit Fatoni)
- 2018: Mine und Orchester (Live in Berlin)
- 2019: Klebstoff
- 2021: Hinüber
- 2024: Baum

### Singles
- 2013: Du scheinst
- 2013: Hinterher
- 2014: Der Mond lacht
- 2014: Ziehst Du mit
- 2015: Aliens (Maxi-Single mit Edgar Wasser)[23]
- 2015: Luft Nach Unten (Maxi-Single mit Edgar Wasser)
- 2016: Katzen
- 2016: Das Ziel ist im Weg
- 2016: Essig auf Zucker
- 2017: Alle Liebe nachträglich (mit Fatoni)
- 2017: Romcom (mit Fatoni)
- 2018: Spiegelbild (mit AB Syndrom)
- 2019: Klebstoff
- 2019: 90 Grad
- 2019: Einfach so (feat. Giulia Becker)
- 2019: Ziehst du mit[24]
- 2021: Unfall
- 2021: Mein Herz
- 2021: Elefant
- 2023: Ich weiß es nicht
- 2023: Nichts ist umsonst
- 2024: Danke Gut (feat. Mauli)
- 2024: Was hab ich nur getan? (feat. Nicola Rost)

### Konzertaufzeichnungen Bild und Ton
- 2013: Mine & Orchester – Live in Mannheim
- 2018: Mine und Orchester (Live in Berlin)
- 2019: Mine mit Band (Live bei PULS Open Air 2019)[25]

### Features
- 2014: Ziehst Du mit (feat. curlyman)
- 2014: Ziehst Du mit (feat. Textor)
- 2014: Ziehst Du mit (feat. FlowinImmO)
- 2014: Ziehst Du mit (feat. Fatoni)
- 2014: Offenes Herz (Samy Deluxe feat. Mine)
- 2015: Wasserburgen (Die Orsons feat. Mine)
- 2015: Fragezeichen (DJ Vito feat. Mine)
- 2015: Aliens (feat. Edgar Wasser)
- 2015: Bunt (Manuel Halter feat. Mine)
- 2016: Kleid deiner Mutter (Karate Andi feat. Nico (K.I.Z) und Mine)
- 2017: Keinen Tag tauschen [Mine Remix] (Dexter feat. Mine)
- 2018: Spiegelbild (feat. AB Syndrom)
- 2019: Guter Gegner (feat. Grossstadtgeflüster)
- 2019: Einfach so (feat. Giulia Becker)
- 2019: Schwer bekömmlich (feat. Bartek Nikodemski, Haller & Dissy)
- 2019: Weihnachtszeit Traurigkeit (Tristan Brusch feat. Mine, Sam Vance-Law, Charlotte Brandi, Bayuk, Luca Vasta, Isabel Ment, Fatoni, Ramnäs)
- 2020: Spiegelverkehrt (AB Syndrom feat. Mine)
- 2020: Gehst du davon (Kaltenkirchen feat. Mine)
- 2020: Wasser ohne Sprudel (Viva con Agua Remix) (MC Smook, Audio88, Juicy Gay, Mine, Lilian Mbabazi)
- 2021: freak. (Dissy feat. Mine)
- 2021: Boot (Mädness feat. Mine)
- 2021: Gabi & Klaus (feat. Die Prinzen)
- 2021: Was will die Welt (Henri Jakobs feat. Mine)
- 2022: Bitter (Haller feat. Mine)
- 2022: Blumen V Zucker ins Blut (Panda Lux feat. Mine)
- 2025: Implosion (AB Syndrom feat. Mine)

### Musikvideos
- 2013: Du scheinst
- 2013: Hinterher
- 2013: Der Mond lacht
- 2014: Ziehst Du mit (feat. curlyman)
- 2014: Ziehst Du mit (feat. Textor)
- 2014: Ziehst Du mit (feat. FlowinImmO)
- 2014: Ziehst Du mit (feat. Fatoni)
- 2016: Katzen
- 2016: Rot
- 2016: Essig auf Zucker
- 2017: Keinen Tag tauschen (Musik von Dexter, Mine in der Hauptrolle)
- 2017: Alle Liebe nachträglich (mit Fatoni)
- 2017: Romcom (mit Fatoni)
- 2018: Spiegelbild (mit AB Syndrom)
- 2019: Klebstoff
- 2019: 90 Grad
- 2019: Einfach so
- 2021: Unfall
- 2021: Elefant
- 2021: Hinüber (feat. Sophie Hunger)[26]
- 2023: Ich weiß es nicht
- 2023: Nichts ist umsonst
- 2024: Danke Gut (feat. Mauli)

## Auszeichnungen
- Deutscher Musikautorenpreis
  - 2021: in der Kategorie Text Chanson/Lied[14]
- Polyton
  - 2024: in der Kategorie Digital (Sweete Instrumente)[27]
- Preis für Popkultur
  - 2016: in der Kategorie Lieblings-Solokünstlerin[28]
  - 2021: in der Kategorie Lieblings-Solokünstlerin (Hinüber)[29]
  - 2021: in der Kategorie Lieblingsvideo (Hinüber; mit Sophie Hunger)[29]
  - 2025 in der Kategorie Lieblingsvideo (Ich weiß es nicht)